# Història d'Abkhàzia
La història d'Abkhàzia comprén aquests períodes:

## Prehistòria

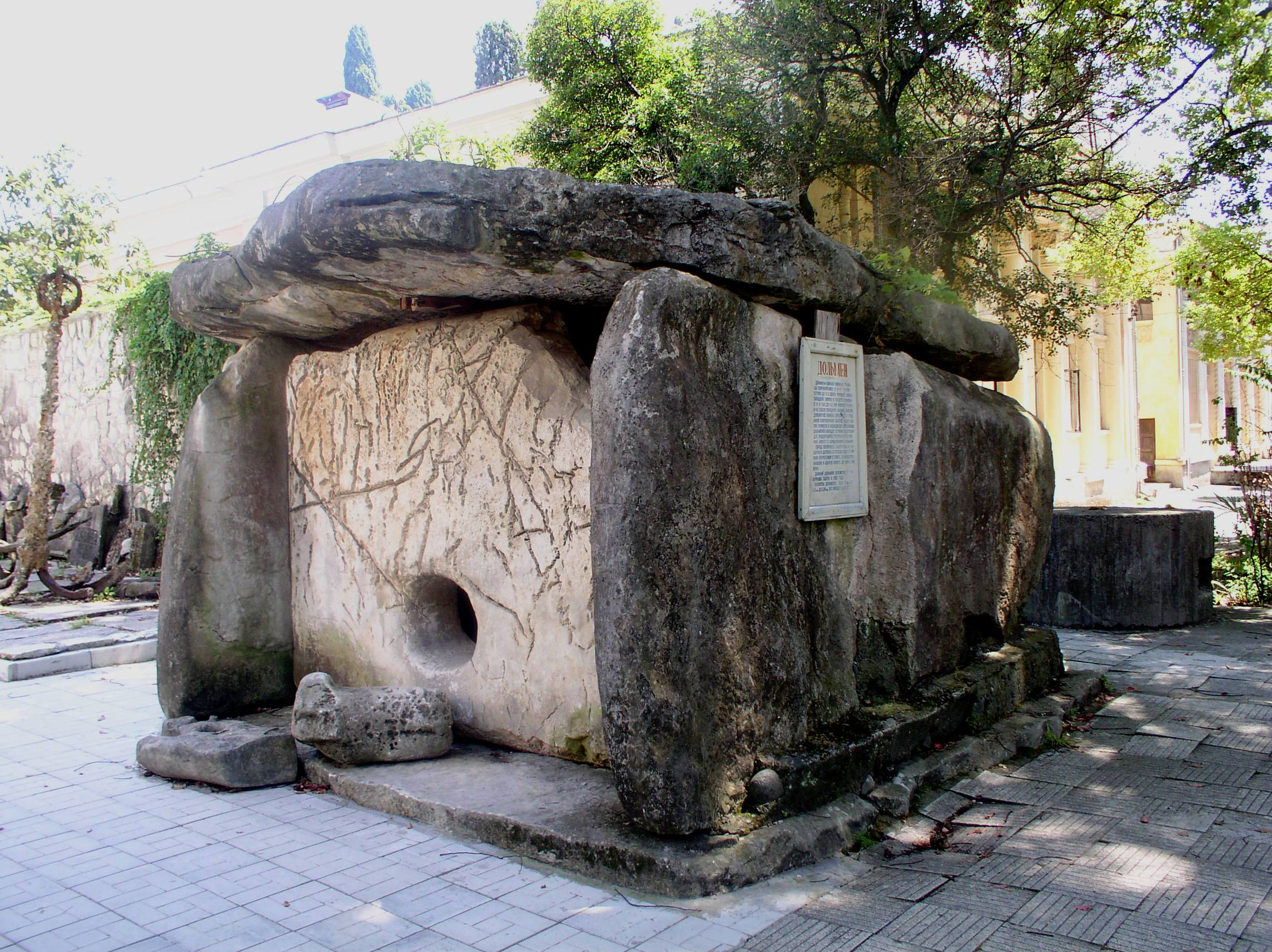
Un dels dòlmens d'Eshera (hui conservat al Museu de Sukhum)

En el Paleolític inferior s'hi formaren assentaments de caçadors recol·lectors. Els primers exemples excavats en foren Yashtuj, Gumista, Kelasuri i Otxamtxire. En el Paleolític superior n'hi hagué assentaments sobretot en la línia costanera. En els períodes mesolític i Neolític a principis del tercer mil·lenni abans de la nostra era continuaren en l'edat del bronze amb els dòlmens d'Abkhàzia: la construcció típica n'era l'aixecament de quatre grans pedres amb una de superior, en alguns casos amb un pes que arribava a les 50 tones. El jaciment arqueològic del dolmen d'Eshera és el monument arqueològic prehistòric més estudiat d'aquest tipus. Al final de l'edat del bronze es desenvoluparen els més avançats objectes en aquest metall, i continuà en l'edat del ferro com a part de la cultura de Colchis entre el 1200 ae i el 600 ae, que s'estengué per la major part de Geòrgia occidental i part del nord-est d'Anatòlia.

## Abkhàzia en l'antiguitat
La història escrita d'Abkhàzia comença quan els grecs arriben de Milet a la costa de Còlquida als segle vi aC i segle v aC. Fundaren colònies marítimes al llarg de la costa oriental de la mar Negra. Sukhumi fou un dels centres més importants de comerç amb les tribus veïnes, que incloïa el d'esclaus. La ciutat fou anomenada Dioscuries pels Dioscurs, els bessons Càstor i Pòl·lux de la mitologia grega. Altres colònies destacades n'eren Gyenos, Triglitis i després Pityus, probablement prop de les poblacions costeres actuals d'Otxamtxire, Gagra i Pitsunda, respectivament.
La zona estava densament poblada per molts pobles diferents, com les fonts clàssiques certifiquen. Heròdot, Estrabó i Plini el Vell esmentaren la varietat d'idiomes parlats a Dioscuries i altres pobles. El terreny muntanyenc tendia a separar i aïllar els pobladors locals uns dels altres, i impulsà l'expansió de dotzenes d'idiomes diferents, complicant la configuració ètnica de la zona. Fins als millor informats autors contemporanis estan confosos a l'hora d'anomenar i localitzar aquestes gents i hi ha molt limitades fonts d'informació sobre la geografia i població de l'interior. A més, alguns noms ètnics clàssics eren termes col·lectius i se suposa que n'hi hagué considerables migracions per la zona. S'han fet esforços per identificar aquests pobles amb els termes usats pels autors clàssics. Alguns investigadors identifiquen els Apsilae del s. I de, descrits per Plini el Vell i els Abasgoi d'Arrià del s. II de, amb els probables protoabkhazis i protoabazís, respectivament; mentre que altres consideren que són designacions de tribus protokartvelianes. La identitat i origen d'aquestes gents (els Heniochi i Sanigae entre altres) que visqueren a la zona també és discutida. L'arqueologia rares vegades estableix fortes connexions entre els vestigis de cultura material i els foscos noms dels pobles esmentats pels escriptors clàssics. Malgrat tot, aquestes controvèrsies continuen i moltes preguntes continuen sense resposta.

## Roma i principis de l'era romana d'Orient
Igual que la resta de la Còlquida, Abkhàzia fou conquerida per Mitridates VI Eupator del Pont entre el 110 i el 63 ae, i després la sotmeté Gneu Pompeu Magne per a Roma. Amb la caiguda de l'Imperi Romà, les tribus que vivien a la regió tingueren una mica d'independència, nomenant els seus governants, que eren confirmats per Roma. Al s. III, les tribus georgianes occidentals dels lazis, que dominaven la major part de Còlquida, fundaren el Regne de Làzia, conegut localment com a Ègrissi. Segons Procopi de Cesarea, els caps Abaixidze foren sotmesos pels reis lazis.
Còlquida fou l'escenari de la rivalitat entre l'Imperi Romà d'Orient i sassànida, que acabà amb la Guerra làzica del 542 al 562. El resultat de la guerra fou el declivi de Làzia, i els Abaixidze obtingueren als seus boscos una certa autonomia sota l'autoritat romana d'Orient. Durant aquesta època, els romans d'Orient construïren Sebastòpolis a la zona. El seu territori, conegut pels romans d'Orient com Abaixidza, fou la primera font d'eunucs per a l'imperi. La població continuà sent pagana fins a l'enviament de Justinià I d'una missió (527-564) per convertir el poble al cristianisme, malgrat que al 325 un bisbe procedent de la ciutat portuària de Pitius havia assistit al primer concili de Nicea.

## Abkhàzia medieval
Amb l'augment d'influència dels Abaixidze, el nom d'Abaixidza era la denominació d'una àmplia àrea poblada per diversos grups ètnics, inclosos els mingrelians i els esvans, tribus de llengua georgiana, i subordinats als prínceps grecs nomenats per l'Imperi Romà d'Orient (en grec: arcont, en georgià: eristavi), que residien a Anacopia i eren considerats els majors dirigents politicoculturals de l'imperi del Caucas occidental. Els àrabs entraren a la zona en la dècada de 730, però no els sotmeteren. Sobre aquesta època s'utilitzà per primera volta el terme Abkhazeti ('terra dels abkhazis') en els escrits georgians, d'on prové el nom d'Abkhàsia, que és usat en l'actualitat en la majoria d'idiomes.

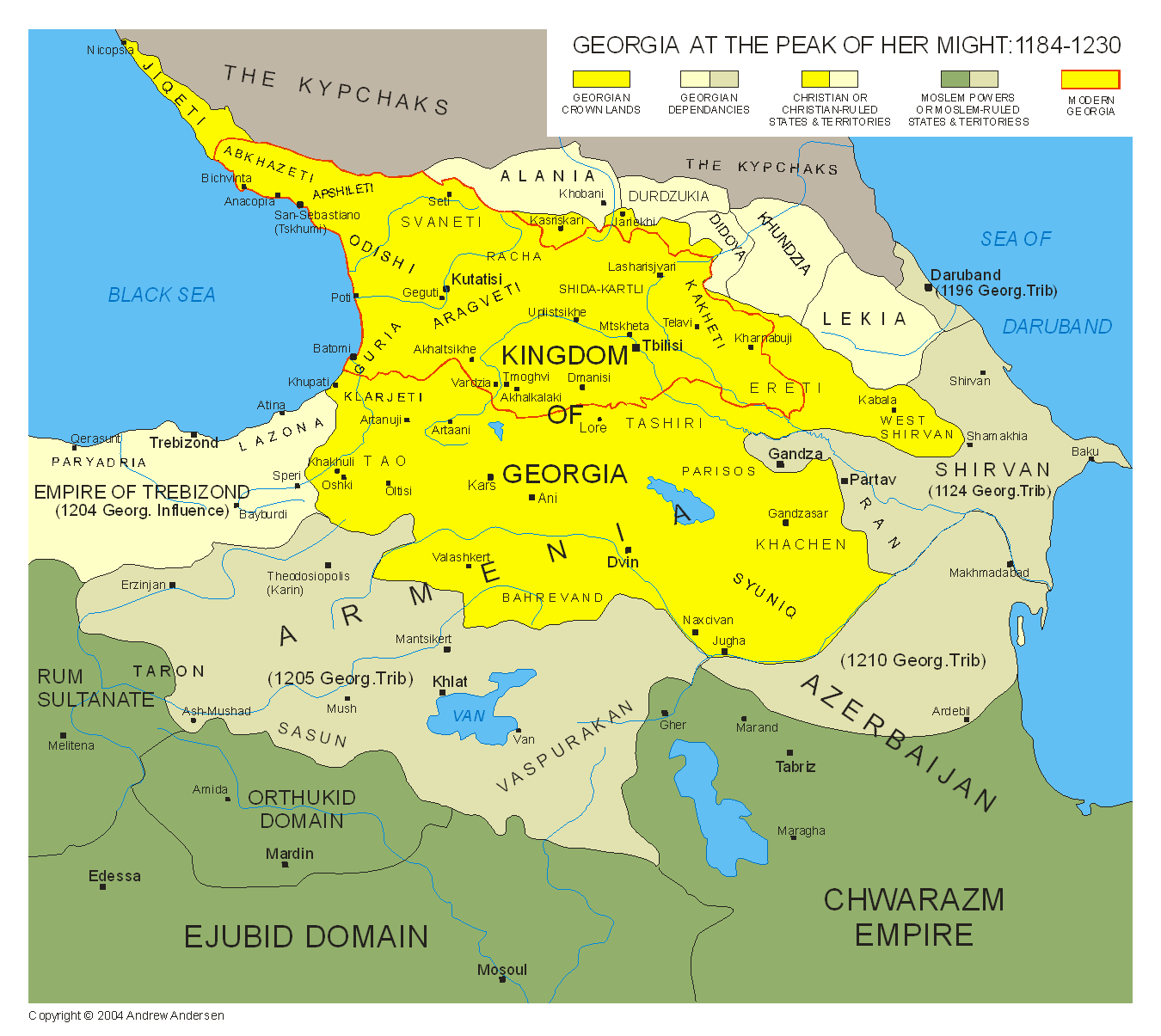
Regne de Geòrgia sota la reina Tamara de Geòrgia a la primeria del

Amb matrimonis dinàstics i aliances amb altres prínceps georgians, la dinastia abaixidze adquirí la major part de Lazia-Ègrissi en la persona de Lleó II d'Abkhàzia, que s'autoproclamà rei dels abkhazis en la dècada de 780. Amb l'ajuda dels khàzars, Lleó expulsà els romans d'Orient i expandí el seu regne, i transferí la capital a la ciutat georgiana de Kutaissi. L'origen, però, de la família regnant és discutit: molts investigadors pensen que els reis abkhazis eren georgians de cultura i idioma. Amb l'objectiu d'eliminar la influència religiosa romana d'Orient, la dinastia subordinà la diòcesi local a l'Església ortodoxa i apostòlica georgiana del catolicós de Mtskheta.
Sovint, en la moderna història escrita, el regne es denomina Regne egrissiabkhazi perquè els autors medievals entenien que la nova monarquia era un estat successor d'Ègrissi, i algunes vegades utilitzaven els termes indistintament.
El període més pròsper del Regne d'Abkhàzia fou entre 850 i 950, quan dominava tota la Geòrgia occidental i reclamava el control fins i tot de les províncies georgianes més orientals. Els termes Abkhàzia i abkhazis s'usaren en un sentit ampli durant aquest període, i també després, i abastava tota la població del regne sense importar la seua ètnia. El 989, el governant Bagrat III l'Unificador, de la dinastia Bagrationi, arribà al poder herència de sa mare Gurandujt Anchabadze. El 1008 Bagrat heretà Kartli del seu pare, i uní el Regne d'Abkhàzia i el de Geòrgia en un sol regne feudal georgià.
L'estat arribà al clímax de poder i prestigi sota la reina Tamara de Geòrgia (1184-1213). En una ocasió, uns cronistes georgians contemporanis esmentaren un poble anomenat Apsar. Aquestes fonts explicaven l'àlies de "Lasha" del fill i successor de la reina Tamara, Jordi IV de Geòrgia, amb el significat de 'l'il·luminat' en l'idioma dels apsars. Alguns lingüistes moderns relacionen el malnom amb les paraules del modern abkhazi a-lasha per 'clar' i a-lashara per 'llum', identificant els apsars com els possibles ancestres dels moderns abkhazis, tot i que l'exacta identificació i localització de la tribu no és clara.

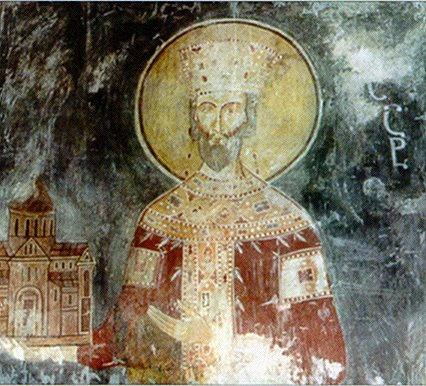
Bagrat III l'Unificador, de la casa dels Bagrationi

Segons les cròniques georgianes, la reina Tamara prometé el domini de part d'Abkhàzia a la família de prínceps georgians Xarvaixidze. D'acord amb els relats tradicionals, eren descendents dels xirvanxah (l'ascendència prové del nom dinàstic que significa 'fills de Xirvanese' en georgià). L'ascendència de la dinastia (després coneguda com a Xaxba per la forma abkhàzia dels seus cognoms) a Abkhàzia durà fins a l'annexió de la Rússia imperial en la dècada de 1860.
Els genovesos establiren factories de comerç al llarg de la costa abkhàzia al segle xiv, però funcionaren poc de temps. L'àrea estava relativament segura de la invasió dels mongols de Geòrgia i Armènia i les de Tamerlà, que arrasaren l'"edat d'or" georgiana. Com a resultat, el Regne de Geòrgia es fragmentà en diverses entitats independents o mig independents a la fi del s. XV. El Principat d'Abkhàzia n'era una. Els prínceps abkhazis s'implicaren en incessants conflictes contra els potentats de Mingrèlia, els seus sobirans nominals. La frontera de tots dos principats fluctuava amb el curs d'aquestes guerres i Samurzakan passava de mà a mà. Als següents segles, els nobles abkazis expandiren les seues possessions fins a arribar al riu Enguri, que hui és la frontera sud de la zona.

## Domini otomà
En la dècada de 1570 la marina otomana ocupà el fort de Tsjumi a la costa abkàzia, convertint-la en la fortalesa turca de Sukhumi-kale. El 1555, Geòrgia i tot el sud del Caucas estava dividit entre els imperis otomà i el de la dinastia persa safàvida, amb Abkhàzia i tota Geòrgia occidental romanent en mans otomanes. Com a resultat, Abkhàzia caigué en una creixent influència turca i islàmica, i perdé gradualment els llaços religiosos i culturals amb la resta de Geòrgia.
Cap al final del s. XVII, el Principat d'Abkhàzia s'havia partit en diversos senyorius, i hi havia moltes àrees sense connexió amb l'autoritat central. La zona esdevingué un ampli comerç d'esclaus i de pirateria. Segons alguns investigadors georgians, fou quan un grup de clans adigués migraren des de les muntanyes del Caucas Nord, i es barrejaren amb elements ètnics locals, i canviaren significativament la demografia de la zona. A mitjan s. XVIII, els abkhazis es rebel·laren contra el domini otomà i prengueren Sukhum-kale, però aviat els turcs reprengueren el control de la fortalesa i es garantiren la lleialtat del príncep de la família Xevarxidze.

## El domini rus
L'Imperi rus s'annexionà els dos majors regnes georgians entre 1801 i 1810, facilitant l'expansió de l'imperi a la regió del Caucas. Durant la Guerra russoturca de 1806 a 1812, el 1810 les forces russes prengueren el fortí de Sukhum-kale i hi instal·laren el seu protegit, Sefer Ali-Bey Xervaxidze, que acordà incorporar Abkhàzia com a principat vassall de l'Imperi rus, governant com a príncep. Al principi, el control rus no s'estenia més enllà de Sukhum-kale i de la zona del riu Bziphe, amb la resta de la zona dominada per la noblesa musulmana proturca.
A la mort de Jordi Xarvaixidze en 1821 es va escampar una revolta anticolonial encapçalada per Aslan Beg Xarvaixidze, però fou eliminada pel general Pyotr Gorchakov, imposant el príncep Demetri Xarvaixidze. En una sèrie d'enfrontaments amb l'Imperi Otomà i les tribus del nord del Caucas, els russos envaïren tota Abkhàzia d'una manera poc sistemàtica entre 1829 i 1842, però fins a 1864 no s'hi afermaren, quan aboliren l'autoritat local del príncep. El darrer príncep d'Abkhàzia fou Michael Xervaxidze, que fou exiliat a Rússia, on al poc de temps va morir. Dues revoltes abkhàzies hi hagué al 1866 i 1877: la primera originada pels alts imposts i la segona incitada pel desembarcament de tropes turques, amb el resultat d'un canvi significatiu en la demografia de la zona. Com a resultat de la dura reacció governamental, el suposat 60% de la població musulmana d'Abkhàzia, tot i que els censos contemporanis no són fiables, es convertiren en mukhayir, i emigraren a les possessions otomanes entre 1866 i 1878. El 1881, el nombre d'abkazis en l'Imperi rus es calculava en només 20.000.
Els historiadors abkhazis moderns insisteixen que grans àrees de la zona estaven deshabitades, i per això molts armenis, georgians i russos migraren cap a Abkhàzia, i s'establiren al despoblat territori. Aquesta versió dels fets és durament discutida pels historiadors georgians, que argumenten que els grups locals de georgians sempre foren majoria a Abkhàzia. Segons el cens del 1897, els abkhazis constituïen el 60-65% de la població del districte de Sukhumi (sobre 100.000: aquest districte és el mateix territori que en l'actualitat Abkhàzia), i la majoria restant era sobretot georgiana. L'Encyclopædia Britannica (edició de 1911) deia que al 1911 al districte de Sukhumi (la població en aquest moment era de 43.000 persones; el 1911 no incloïa tot el territori de l'actual Abkhàzia, ja que una part havia estat transferida a la Gubernia de Kuban) dos terços de la població eren georgians mingrelians i un terç eren abkhazis. Després de la invasió russa, gran nombre d'abkhazis fugiren a l'Imperi Otomà en el període comprés entre 1864 i 1878. Els abkhazis que no es convertiren al cristianisme i romangueren a Abkhàzia foren declarats pel govern rus "població refugiada", i els privaren del dret d'assentar-se a les àrees costaneres.

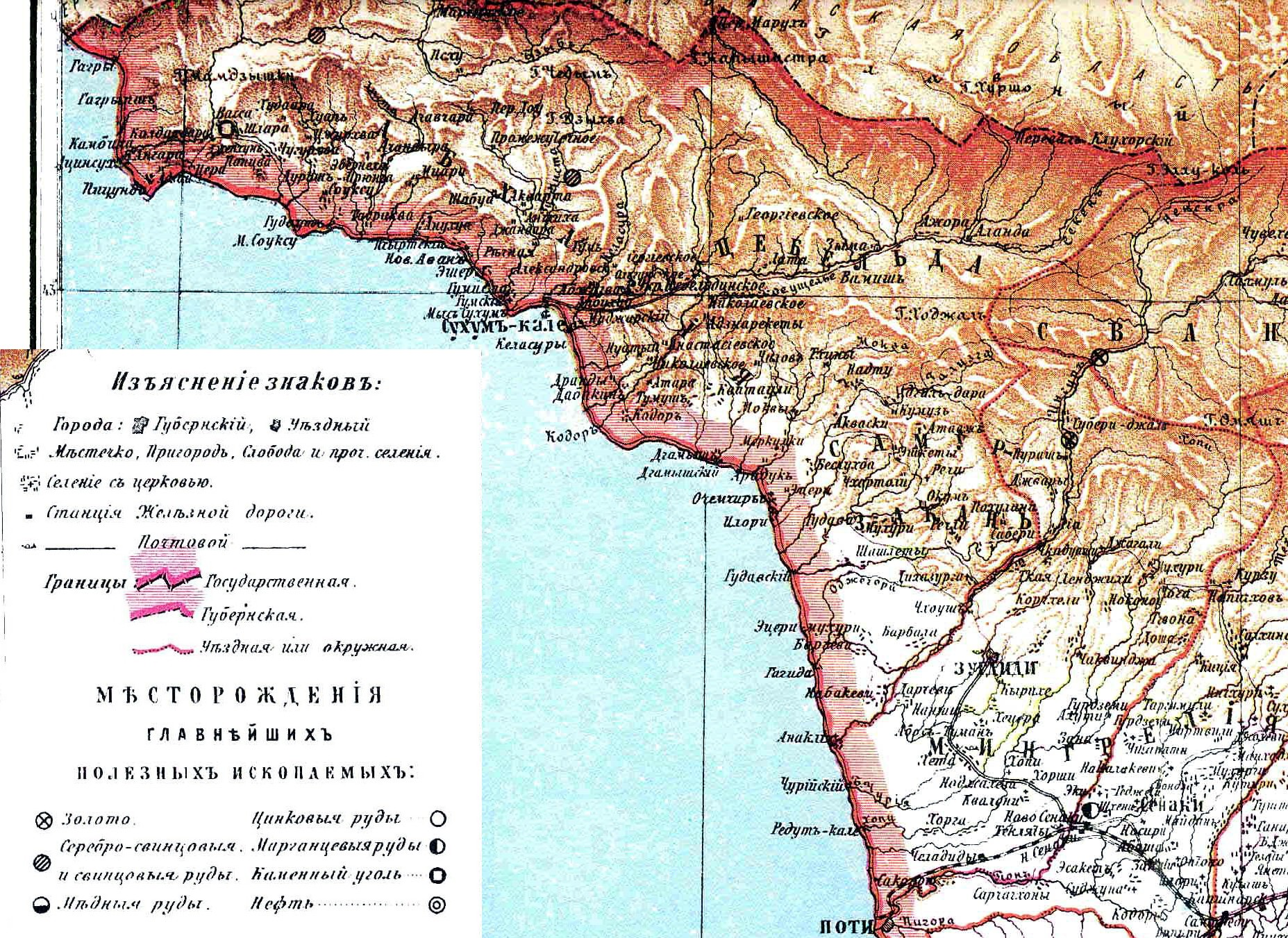
Mapa del districte de Sukhum (Abkhàzia), dècada de 1890

El 1870 alliberaren els camperols i els esclaus de la servitud, com a part de les reformes russes d'alliberament dels serfs. La reforma disparà un moderat desenvolupament del capitalisme a la zona. El tabac, el te i conreus subtropicals s'hi estengueren àmpliament. Les indústries de carbó i fusta començaren a expandir-se. S'hi construïren establiments de salut. Al petit poble de Gagra, adquirit pel príncep alemany duc Pere d'Oldemburg, membre de la família reial russa, passà d'instal·lació particular a establiment de salut a la dècada de 1900.
En la Revolució russa de 1905, molts abkhazis foren lleials a Rússia, mentre els georgians tendien a oposar-s'hi. Com a premi a la lleialtat, el tsar Nicolau II de Rússia oficialment perdonà els abkhazis per la seua oposició al s. XIX i els llevà la qualificació de "poble culpable" el 1907. Aquesta separació política conduí a l'augment de desconfiança i tensió entre els georgians i abkhazis, que es faran més profundes en les conseqüències de la Revolució russa de 1917.

## Abkhàzia entre 1917 i 1921
La Revolució d'Octubre de 1917 i la següent Guerra Civil russa obligà les grans forces nacionals del sud del Caucas, Armènia, Azerbaidjan i Geòrgia, a unir-se en una fràgil estructura federativa. Els dirigents abkhazis crearen el 8 de novembre de 1917 el seu propi cos postrevolucionari, el Consell Popular d'Abkhàzia, però Abkhàzia es veié sumida en la inestabilitat civil. Hi hagué divisió entre els partidaris de l'efímera República Muntanyenca del Nord del Caucas, la facció probolxevic, la noblesa proturca i els grups menxevics progeorgians.
El març de 1918, els bolxevics locals sota el comandament de Nestor Lakoba, un col·laborador de Stalin, capitalitzaren el malestar agrari, i recolzats per les milícies camperoles revolucionàries kiaraz, prengueren el poder a Sukhumi l'abril de 1918. La República Democràtica Federal de Transcaucasia reclamà la zona com a seua, i ordenà la supressió de la revolta, i el 17 de maig la Guàrdia Nacional georgiana enderrocà la comuna bolxevic de Sukhumi.
Mentrestant, l'efímera República Democràtica Federal de Transcaucàsia desaparegué i proclamaren la República Democràtica de Geòrgia el 26 de maig de 1918. El 8 de juny, una delegació del Consell Popular d'Abkhàzia negocià a Tbilisi, la capital de Geòrgia, la unió amb Geòrgia, que concedia autonomia a Abkhàzia. Tots els assumptes locals estarien sota la jurisdicció del Consell Popular d'Abkhàzia, mentre que el govern establia un Ministeri d'Afers Abkhazis i nomenava el governador general d'Abkhàzia. Els diputats abkhazis augmentaren tres llocs dels 28 reservats a les minories ètniques al parlament de Geòrgia.
Les relacions entre les autoritats centrals i autònomes s'entelaren per l'avortat desembarcament el 27 de juny de 1918 de tropes turques en suport dels nobles abkhazis J. Marghan i A. Xervaxidze. Geòrgia hi respongué detenint molts dirigents abkhazis i la limitació dels poders autonòmics del Consell Popular d'Abkhàzia, la qual cosa decantà les simpaties dels abkhazis pels russos blancs en el conflicte de Sotxi contra els georgians, al nord d'Abkhàzia. La reacció fou fins i tot més dura quan els oficials abkhazis de l'exèrcit georgià, el comissari Marghania i el coronel Shjotua, dirigiren un fallit cop el 18 d'octubre. El 10 d'octubre el Consell Popular d'Abkhàzia fou dissolt i l'autonomia fou suspesa per sis mesos. Un nou Consell Popular d'Abkhàzia es trià el 20 de març de 1919, i s'adoptà una acta d'autonomia dins del marc de la República Democràtica de Geòrgia, estatus que es confirmà en la Constitució de Geòrgia de 21 de febrer de 1921, la vespra de la invasió soviètica de Geòrgia.

## Abkhàzia soviètica
Malgrat l'acord de no-agressió en el tractat de Moscou de 1920, la Rússia soviètica envià el 11é exèrcit per envair Geòrgia l'11 de febrer de 1920, i marxà sobre Tbilisi. Alhora, el 9é exèrcit de Kuban entrà a Abkhàzia el 19 de febrer. Recolzades per guerrilles locals probolxevics, les tropes soviètiques prengueren el control de la major part d'Abkhàzia en un sèrie de batalles del 23 de febrer al 7 de març, i entraren després a la veïna Mingrèlia.
El 4 de març, el poder soviètic s'havia establert a Sukhumi, sota la República Socialista Soviètica d'Abkhàzia, reconeguda el 21 de maig pel règim comunista acabat d'instaurar en la República Socialista Soviètica de Geòrgia. El 16 de desembre, Abkhàzia signà un tractat d'unió especial, delegant part dels seus poders sobirans a la Geòrgia soviètica. Abkhàzia i Geòrgia entraren juntes a la República Federal Socialista Soviètica de Transcaucàsia el 13 de desembre de 1922, i s'integraren a l'URSS el 30 de desembre. L'estatus ambigu de "República de la Unió" es plasmà en la constitució de l'RSS d'Abkhàzia d'1 d'abril de 1925. Paradoxalment, la primera referència d'Abkhàzia com a República autònoma fou en la Constitució de la Unió Soviètica de 1924, ratificat al 1931, quan l'estatus d'Abkhàzia fou reduït al de República Autònoma Socialista Soviètica (ASSR) dins de l'RSS de Geòrgia. Tret d'alguns nobles, Abkhàzia no participà en l'aixecament d'agost a Geòrgia de 1924, darrer desesperat intent de restaurar la independència de Geòrgia de la Unió Soviètica.
Durant el període Stalin, es feu una purga entre els funcionaris del PC d'Abkhàzia i la intelligentsia abkhazia, ordenada per Lavrenti Beria, llavors secretari general del Partit a Transcaucàsia, sent ell abkhazi, per tal de trencar la resistència a la col·lectivització de terres. El dirigent del Partit Abkhazi, Nestor Lakoba, morí sobtadament poc després d'haver visitat Beria a Tbilisi al 1936. Hi hagué fortes sospites d'haver estat enverinat per Beria, que declarà a Lakoba "enemic del poble" pòstumament. Les purgues a Abkhàzia implicaren la supressió de la cultura abkhàzia: l'alfabet abkhazi, basat en el llatí, fou substituït per l'alfabet georgià i totes les escoles en abkhazi les tancaren, i als ètnicament georgians se'ls garantiren els llocs oficials clau, i molts topònims foren canviats al georgià. Abkhàzia sofrí la "col·lectivització" entre 1936-1938, molt més tard que la majoria de l'URSS.
El Pla Quinquennal de Stalin també tingué com a efecte l'assentament de molts russos, armenis, georgians, grecs i altres minories, com a població laboral per al treball en el creixent sector agrícola. La població grega, que duia 2.700 anys a Abkhàzia, fou completament deportada per Stalin en una sola nit de 1949 a l'Àsia central, i els immigrants georgians ocuparen les seues cases. El 1959, als grecs supervivents els fou permesa la tornada. Durant la Guerra d'Abkhàzia entre 1992 i 1993, uns 15.000 grecs fugiren cap a Grècia.
La repressió contra els abkhazis i altres grups acabà amb la mort de Stalin i l'execució de Beria el 1953, i als abkhazis se'ls donà més protagonisme en el govern de la república. Com la majoria de les petites repúbliques autònomes, el govern soviètic animà al desenvolupament de la cultura, especialment, de la literatura. Un nou alfabet, basat en el ciríl·lic, el dissenyaren els abkhazis, les escoles abkhàzies reobriren, i l'administració en gran manera anà a mans abkhàzies. Les quotes ètniques establertes per a certs llocs burocràtics donaren als abkhazis un poder polític desproporcionat al seu estatus de minoria en la república. Això alguns ho interpretaren com la política de «divideix i venceràs» donada a les elits locals per ocupar el poder, a canvi de donar suport al règim soviètic. A Abkhàzia com a arreu això dugué al ressentiment dels grups ètnics, en aquest cas els georgians, que se sentiren discriminats malgrat tenir-hi la majoria, i generà discòrdia ètnica en la república.
Les següents tres dècades veieren els intents de l'elit comunista abkhàzia per fer les estructures autònomes més abkhàzies, però sempre hi trobaren la resistència dels georgians. Els nacionalistes abkhazis intentaren en diverses ocasions convéncer Moscou per a la transferència de la República Autònoma d'Abkhàzia de l'RSS de Geòrgia a la RSFS de Rússia. El 1978, les organitzacions abkhàzies feren reunions i manifestacions, incloent-hi un míting ètnic a Lijni, com a resposta a les manifestacions georgianes de 1978, amb què els georgians reeixiren donar a llur llengua l'estatus constitucional de llengua oficial de l'RSS de Geòrgia. Malgrat que la petició dels abkhazis de secessió de Geòrgia fou rebutjada per Moscou i Tbilisi, hi respongueren amb grans concessions econòmiques i culturals, aportant un extra de 500 milions de rubles en un desenvolupament per espai de més de set anys en infraestructures i projectes culturals, com l'establiment de la Universitat Estatal d'Abkhàzia (amb seccions en abkhazi, georgià i rus), el Grup Estatal Folklòric en Sukhumi i la cadena de televisió en abkhazi. Els abkhazis reberen importants quotes de poder en educació i posicions funcionarials. Per exemple, el 1990 la majoria dels ministres de govern i departaments regionals del PC estaven encapçalats per un abkhazi. Malgrat que aquestes concessions rebaixaren només parcialment la tensió, feren que Abkhàzia prosperara, fins i tot per als estàndards georgians, que era una de les economies més fortes de la Unió Soviètica. La favorables condicions geogràfiques i climàtiques eren ideals per fer d'Abkhàzia una destinació de centenars de milers de turistes, i s'anomenà la "Riviera Soviètica".

## La Guerra d'Abkhàzia
Quan començà a desintegrar-se la Unió Soviètica a la fi de la dècada de 1980, les tensions ètniques augmentaren entre abkhazis i georgians amb les accions georgianes per la seua independència. Molts abkhazis s'hi oposaren, tement que una Geòrgia independent eliminaria la seua autonomia, i lluitaren per l'establiment d'Abkhàzia com una República Soviètica separada per propi dret. La disputa esdevingué violenta el 16 de juliol de 1989 a Sukhumi. Almenys 18 persones hi moriren i altres 137 foren ferides, en la majoria georgians, quan el govern soviètic cedí a la demanda popular de transformar la secció georgiana de la Universitat Estatal d'Abkhàzia en una branca de la Universitat Estatal de Tbilissi, i els nacionalistes abkhazis, incloent grups armats, es manifestaren a l'edifici on es farien els exàmens d'ingrés. Després d'alguns dies de violència, les tropes soviètiques restauraren l'ordre a la ciutat i culparen als paramilitars nacionalistes rivals de provocar aldarulls.
Geòrgia boicotejà el referèndum de 17 de març de 1991 en tota la Unió Soviètica per votar la renovació proposada per Mikhaïl Gorbatxov. El 52,3% de la població de Geòrgia (virtualment tota la població no georgiana) participà en el referèndum i aprovà per absoluta majoria (98,6%) preservar-ne la unió. La majoria de la població no georgiana, en conseqüència, no participà en el referèdum per la independència de Geòrgia el 31 de març de 1991, que fou recolzada per la gran majoria de la població de Geòrgia. Poc després, Geòrgia declarà la seua independència el 9 d'abril de 1991, sota el govern del nacionalista i antic dissident soviètic Zviad Gamsakhúrdia.
Aquest govern començà a ser impopular, i la Guàrdia Nacional, sota el comandament de Tengiz Kitovani, assetjaren les oficines governamentals de Gamsakhúrdia a Tbilisi. Després de setmanes de punt mort, hagué de dimitir al gener de 1992. El reemplaçà el president Eduard Xevardnadze, exministre soviètic d'Exteriors i arquitecte de la desintegració de la Unió Soviètica.
El 21 de febrer de 1992, el Consell Militar de Geòrgia al govern anuncià l'abolició de la constitució de l'era soviètica i restaurà la constitució de 1921 de la República Democràtica de Geòrgia. Molts abkhazis ho interpretaren com l'abolició del seu estatus autonòmic. En resposta, el 23 de juliol de 1992, el govern d'Abkhàzia declarà la secessió de Geòrgia, tot i que no fou reconeguda per cap estat. El govern georgià acusà els seguidors de Gamsakhúrdia del segrest del ministre d'Interior de Geòrgia i envià 3.000 soldats a la zona. Hi hagué durs enfrontaments entre forces georgianes i milícies abkhàzies dins i fora de Sukhumi. Les autoritats abkhàzies rebutjaren les exigències del govern, i denunciaren que era un mer pretext per a la invasió. Després de setmanes de lluita i moltes baixes per tots dos bàndols, les forces del govern de Geòrgia prengueren el control de la major part d'Abkhàzia i tancaren el parlament regional.
Els derrotats militars abkhazis trobaren una resposta hostil en la peculiar Confederació dels Pobles de la Muntanya del Caucas, un grup que abastava molts moviments prorussos al nord del Caucas (txetxens, cosacs, ossetes…). Centenars de voluntaris paramilitars des de Rússia (incloent al llavors poc conegut Xamil Bassàiev) s'uniren als independentistes abkhazis per lluitar contra el govern georgià. Al setembre, els paramilitars abkhazis i russos muntaren una gran ofensiva després de trencar l'alto el foc, que expulsà les forces georgianes de grans zones de la república. El govern de Xevardnadze acusà Rússia de donar suport militar encobert als rebels des dels destacaments que hi ha a Geòrgia i des de la frontera amb Rússia.
L'any 1992 els rebels controlaven gran part d'Abkhàzia al nord-oest de Sukhumi. El conflicte estigué en punt mort fins a juliol de 1993, quan les milícies independentistes abkhàzies llançaren un fracassat atac contra la ciutat de Sukhumi controlada pels georgians. La capital fou durament bombardejada, amb el mateix Xevardnadze atrapat a dins.
Malgrat haver-se declarat una treva a la fi de juliol, acabà quan les forces abkhàzies atacaren novament a mitjan setembre. Després de 10 dies d'intensos combats, Sukhumi callà el 27 de setembre de 1993. Eduard Xevardnadze escapà d'un pèl de morir i el forçaren a fugir quan els franctiradors dispararen contra l'hotel on residia. Els militants abkhazis, nord-caucasis i els seus aliats cometeren molts abusos contra la població civil georgiana que vivia a la ciutat, allò que fonts georgianes han anomenat "La massacre de Sukhumi", denunciant assassinats massius i destrucció durant dues setmanes, amb milers de morts i desapareguts.
Les forces independentistes aviat prengueren la resta d'Abkhàzia i el govern georgià enfrontà una segona amenaça: un aixecament dels partidaris del deposat Zviad Gamsakhúrdia a la zona de Mingrèlia. En la derrota, la majoria de la població georgiana fugí de la zona per mar o creuant les muntanyes. En morí molta gent: es calcula que entre 10.000 i 30.000 georgians i uns 3.000 abkhàzis; i 250.000 persones se n'exiliaren.
Durant la guerra, hi hagué moltes violacions de drets humans en tots dos bàndols (vegeu-ne l'informe de Human Rights Watch). L'OSCE afirmà que les forces abkhàzies i els seus aliats hi havien comés neteja ètnica, tot i que recerques imparcials no ho van considerar provat.

## La postguerra d'Abkhàzia

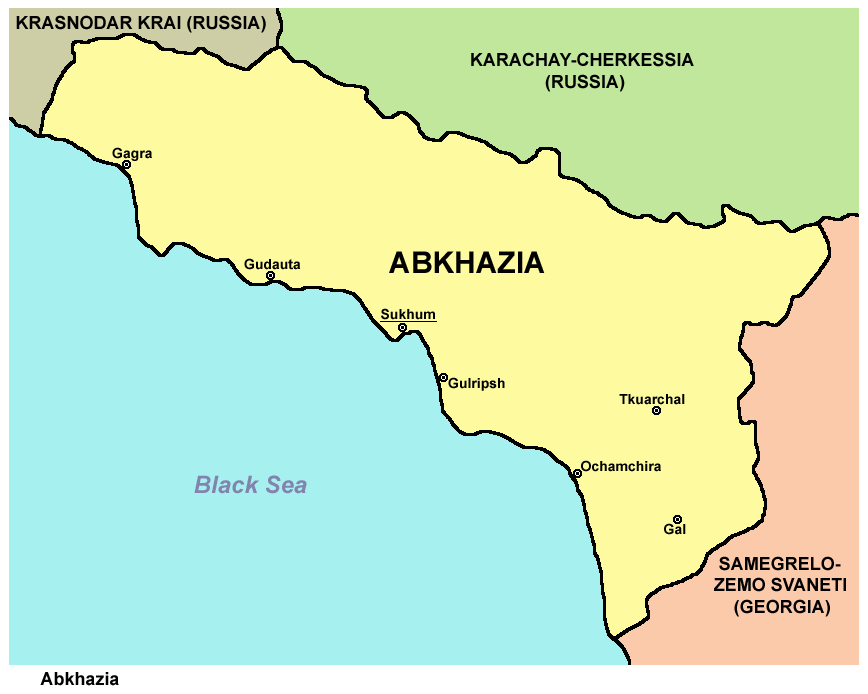

La situació econòmica de la república després de la guerra estava en molt mal estat, i s'agreujà amb les sancions imposades el 1994 per la CEI. Durant la dècada de 1990 persones de totes les ètnies deixaren Abkhàzia, sobretot cap a Rússia. Des de 1997 Rússia deixà les sancions, la qual cosa fou una tremenda ajuda per a l'economia de la república.
La tornada dels georgians al districte de Gali d'Abkhàzia es deturà per la Guerra d'Abkhàzia de 1998. Entre 40.000 i 60.000 refugiats, però, havien tornat al districte de Gali des de 1998, incloent les persones que travessaven diàriament la línia d'alto el foc i els emigrants estacionals del cicle agrícola.
Després d'uns anys de pau, els turistes començaren a visitar Abkhàzia: però només la meitat dels visitants d'abans de la guerra.
En les eleccions presidencials del 2004, causà molta controvèrsia que el president sortint Vladislav Àrdzinba i Rússia recolzaren Raul Jadyimba, i que fora aparentment derrotat per Serguei Bagapx. La tibant situacioń en la república portà la Cort Suprema a anul·lar els resultats electorals. Després de les negociacions entre els antics rivals, acordaren presentar-se Bagapx com a president i Jadyimba com a vicepresident. Reberen el 90% dels vots en una nova elecció.
Després de la Guerra d'Abkhàzia de 1992-1993, la Vall de Kodori quedava fora del control abkhazi. Romania sota el control nominal de les autoritats georgianes, tot i que estava regida per Emzar Kvitsiani. Com a resultat de la crisi de Kodori de 2006, Geòrgia reafirmà el control sobre la vall. Els abkhazis denunciaren que l'entrada d'unitats armades georgianes al territori era una violació de l'acord d'alto el foc i separació de forces de 1994, tot i que Geòrgia afirmava que només s'hi havien utilitzat forces de la policia i de seguretat. Les forces abkhàzies ocuparen la Vall de Kodori a l'agost de 2008 com a resultat de l'operació que coincidí amb la Guerra d'Ossètia del Sud del 2008.